# 我が家に地デジがやってきた
『我が家に地デジがやってきた』（わがやにちでじがやってきた）とは、2006年6月1日に地上デジタルテレビジョン放送を開始した北海道のNHK及び民放テレビ局5社（HBC北海道放送、STV札幌テレビ放送、HTB北海道テレビ、uhb北海道文化放送、TVhテレビ北海道）が共同制作し、この日の10:00～10:50（NHKは10:05から、民放は10:30まで）に6局サイマル生放送された特別番組。
TVh開局前に民放4局による共同特番「おおーい北海道」が放送されていたが、NHKも含めた6局合同は初めて。

## 概要
- この日地上デジタルテレビ放送開始記念イベントが行われていたロイトン札幌3階『ロイトンホール』からの生放送。
- 北海道内の各テレビ放送局のアナウンサーで結成された『デジタル宣隊★アナレンジャー』（地上デジタル放送推進大使）のメンバーである礒野佑子（NHK）、山田泰子（HBC）、高山幸代（STV）、森さやか（HTB）、加藤寛（uhb）、大藤晋司（TVh）が出演し進行に当たった。
- 6局のトップがスイッチを押し、地上デジタルの本放送が開始された後、「地デジの魅力」をPRした。
- CM中はNHKのみ地デジに関するインフォメーションを放送した。
- 放送中、STVのデジタル放送のみ送信機器のトラブルで数分間に渡って放送が中断された。
- 6局のマスコット（どーもくん、もんすけ、スピカちゃん、onちゃん、みちゅバチ、らっぴぃ）も一斉に集まった。なお、これらのマスコットたちはアナレンジャーとともに普及活動を行っている。